# Dorum
Dorum é um município da Alemanha localizado no distrito de Cuxhaven, estado da Baixa Saxônia.
É a sede do Samtgemeinde de Land Wursten. Está situada na costa do Mar do Norte, nas proximidades de Geestemünde. É uma importante estância balneária e de desportos náuticos.
|  |  |  |